# Николов, Борис
Бори́с Гео́ргиев Ни́колов (10 марта 1929, Добрич — 29 января 2017) — болгарский боксёр средних весовых категорий, в 1950-е годы выступал за сборную Болгарии. Бронзовый призёр летних Олимпийских игр в Хельсинки, семикратный чемпион национального первенства, участник многих международных турниров и матчевых встреч. Награждён орденом «Стара Планина» первой степени.

## Биография
Активно заниматься боксом начал в возрасте шестнадцати лет, проходил подготовку в боксёрском зале родного города Добрича. Первого серьёзного успеха на ринге добился в 1950 году, когда стал чемпионом Болгарии среди любителей (впоследствии повторил это достижение ещё шесть раз подряд). Благодаря череде удачных выступлений удостоился права защищать честь страны на летних Олимпийских играх 1952 года в Хельсинки — дошёл здесь до полуфинала программы второго среднего веса, после чего, как единогласно решили судьи, проиграл румыну Василе Тицэ.
Получив бронзовую олимпийскую медаль (первую олимпийскую медаль в истории Болгарии), продолжил выходить на ринг в составе национальной сборной, принимая участие во всех крупнейших международных турнирах. Так, в 1953 и 1955 годах он боксировал на европейских первенствах в Варшаве и Берлине соответственно, тем не менее пробиться в число призёров в обоих случаях не смог. Оставаясь лидером болгарской команды, в 1956 году прошёл квалификацию на Олимпийские игры в Мельбурн, где в четвертьфинале средней весовой категории по очкам проиграл поляку Збигневу Петшиковскому. В 1957 году участвовал в зачёте чемпионата Европы в Праге, но вновь остался без медали и вскоре принял решение завершить карьеру спортсмена, уступив место в сборной молодым болгарским боксёрам. Всего в любительском боксе провёл 289 боёв, в том числе 54 на международном уровне.
На протяжении 33 трех лет служил в болгарской армии, выйдя в отставку в звании подполковника в ВВС. Отвечает за физическую подготовку и спорт в подразделении расположенном в Доброславцах. В начале 1990-х годов был тренером в Добриче.
Перед летними Играми в Москве (1980) и в Афинах (2004) участвовал в эстафете олимпийского огня.

## Награды и звания
Награжден серебряным Олимпийским орденом Международного олимпийского комитета (МОК) (1987).
В 2009 году указом президента Республики Болгария награждён орденом первой степени «Стара Планина».
Почетный гражданин города Добрич (1996).